# Wilhelm Facklam
Wilhelm Hans Ludwig Facklam (* 16. April 1893 in Upahl bei Grevesmühlen; † 21. September 1972 in Winkelhaid bei Nürnberg) war ein deutscher Landschaftsmaler und Zeichner ländlicher mecklenburgischer Motive.

## Leben
Wilhelm Facklam wurde in Upahl bei Grevesmühlen als Sohn eines Bauern geboren. Nach dem Abschluss des Schweriner Realgymnasiums 1908 war er einige Jahre in der Landwirtschaft tätig. Ersten Zeichenunterricht erhielt er ab 1914 bei Ludwig Dettmann in Schwerin. Nach Unterbrechung durch den Kriegsdienst nahm er ab 1919/1920 auf Anraten des Schweriner Restaurators und Landschaftsmalers Carl Malchin weiteren Unterricht bei Franz Bunke in Schwaan sowie an der Kunstschule in Weimar, hier blieb er bis 1923. 
Im gleichen Jahr ließ er sich freiberuflich in Schwerin nieder, wo er 1930 mit seinem Malerfreund Richard Zscheked (1885–1954) eine Malschule gründete. Ersten Unterricht hatte hier der Schweriner Maler Carl Hinrichs (1903–1990). Facklam trat zum 1. Mai 1933 der NSDAP bei. 1939–1945 als Soldat im Zweiten Weltkrieg, kehrte Facklam 1946 aus der Gefangenschaft zurück nach Schwerin.
Zur „800-Jahr-Feier Schwerins“ wurden Wilhelm Facklam und seine Malerkollegin Frieda Plew 1959 vom Stadtarchiv Schwerin beauftragt, die Vorlagen für Mappen mit Lichtdrucken von Ansichten Schwerins zu fertigen. Frieda Plew erstellte eine Mappe mit Ansichten des alten Schwerins, während Facklams Mappe das neue Schwerin zum Thema hatte.
1963 übersiedelte er aus gesundheitlichen Gründen nach Winkelhaid bei Nürnberg. Er war Mitglied des Reichsverbandes bildender Künstler, des Mecklenburgischen Künstlerbundes, des Vereins Schweriner Künstler und der Künstlergenossenschaft Nürnberg.
Wilhelm Facklam heiratete im Mai 1922 in Weimar Hertha, geb. Paris (* 1892 in Sibiu), einzige Tochter der Schriftstellerin Therese Paris. Das Paar hatte zwei Töchter. Der Bildhauer Roland Paris war sein Schwager, der Maler Ronald Paris sein Neffe.

## Werke (Auswahl)
- 1920: Blick auf Crivitz, Blick auf Schwerin, Im Wismarer Hafen, Blick auf Schwaan
- 1922: Landschaft bei Schwaan
- 1923: Grauer Wintertag
- 1924: Weiden im Kornfeld
- 1926: Katen in Upahl
- 1927: Morgenstimmung an der Warnow
- 1930: Kartoffelernte, Windmühle
- 1937/1938: Schäfer mit Schafen
- 1940: Baumgruppe im Herbst
- 1941: Bauernhof[5]
- 1943: Ein Tag im Frühling
- 1957: Alt-Mecklenburg[5]
- 1960: Stadtarchiv Schwerin (Hrsg.): Neu Schwerin – 16 Lichtdrucke nach Kohlezeichnungen von Wilhelm Facklam. C. G. Röder, Leipzig 1960.[4]

## Ausstellungsbeteiligungen
- 1921: Mecklenburgisches Landesmuseum Schwerin
- 1933: Marienpalais Schwerin, mit seinem Schwager, dem Bildhauer Roland Paris;[3]
- 1958: Haus des Schweriner Kulturbundes – zum 65. Geburtstag
- 1966: Universa-Haus Nürnberg
- 1976: In der großen Schweriner Ausstellung „100 Jahre Mecklenburgische Malerei“ mit zwei Bildern vertreten
- 1983: Staatliches Museum Schwerin
- 1999/2000: Museumsverein Stade e. V. im Kunsthaus Stade
- 2011: Schleswig-Holstein-Haus Schwerin